# Río Manduvirá
El río Manduvirá es un cauce hídrico afluente del río Paraguay, cuyas aguas se forman por la unión de grandes cauces como el río Yhaguy, el Tobatiry y el Arroyo Hondo.
En parte sirve como límite natural de los departamentos de San Pedro y Cordillera, y se encuentra rodeada de densos esterales y llanuras.
El mismo nace en la Cordillera de Altos y se desplaza de este a oeste. Por muchos años fue la alternativa para llegar a pueblos anteriormente de difícil acceso por vía terrestre como Arroyos y Esteros y sus compañías. Al puerto de esta población llegaban pequeñas lanchas motoras dedicadas al comercio de frutos del país y al transporte de pasajeros. El Manduvirá desemboca en el río Paraguay a unos 50 km al norte de Asunción; era anteriormente destino de pasajeros y viandantes que acompañaban sus cargas de frutas, de tabaco y de aguardiente para su mercadeo final.

## Historia
Este río es de gran valor histórico para los paraguayos por el hecho que, en el siglo XIX, durante el gobierno de Carlos Antonio López, era dragado para la comunicación fluvial hasta el río Paraguay por parte de los productores agrícolas y ganaderos de tierra adentro de la época. 
Por este cauce, en la etapa final de la Guerra de la Triple Alianza entraron 12 buques paraguayos, buscando huir de los brasileños que los seguían. Finalmente se adentraron en un afluente del Manduvirá, y encallaron y fueron hundidos por los paraguayos en Vapor cue, cuyo museo representa un orgullo para la Armada paraguaya. 
Cuenta la tradición, que a orillas del río Manduvirá. en el Puerto Tobati Tuyá, fueron encontradas las dos imágenes de le Virgen María, actualmente una de ellas en Caacupé y la otra en la ciudad de Tobati, hasta donde llegaron los Tobas Morotí luego de una gran inundación.

## Afluentes
Sus principales afluentes son: el Yhaguy, el Tobatiry, el Jukyry y el Tacuary

## Desembocadura
Una particularidad es que el río Manduvirá no desemboca directamente en el  río Paraguay, sino lo hace en un brazo de este , el Paraguaymi. El Paraguaymi sigue, 3 km aguas arriba y 4 km aguas abajo hasta llegar al Río Paraguay, dejando en el medio de este delta, a la isla llamada "Banco'i", que sirve como terreno comunal de las familias de la zona.

## Comercio
Hasta la década de los 80, este río servía de importante ruta para la comunicación y comercio entre toda la zona de Arroyos y Esteros y Emboscada, y las ciudades ribereñas al Río Paraguay, debido a que no había un medio de comunicación directo con la capital. Recién en la década de los 90, con el empedrado Caacupé- Tobatí- Arroyos y Esteros es que la vía fluvial fue reemplazada por los caminos de todo tiempo.
Prácticamente en todo el siglo pasado, esta era la vía utilizada por los lugareños para enviar frutos del país a Asunción así como a la Argentina.

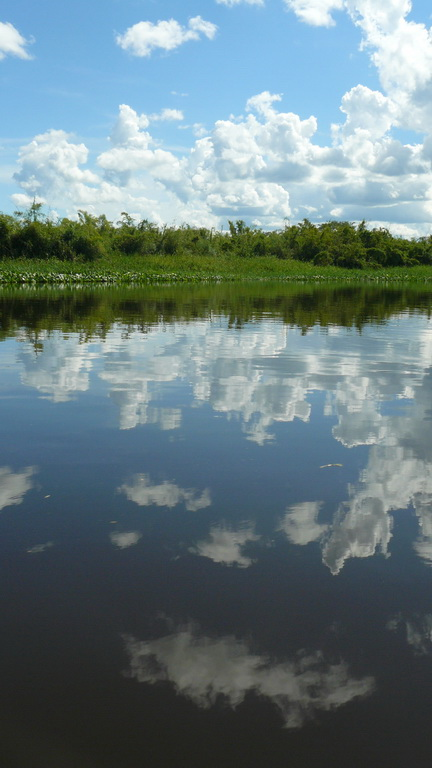
El cielo y las nubes reflejados en el Manduvirá.

## Turismo
Son varios los emprendimientos relacionados con el turismo en la zona. 
En los pueblos de Tobati Tuya, Itapirú y la ciudad de Arroyos y Esteros, cercanos a este río, se realizan periódicos eventos para promocionar estos lugares. 
Existen balearios como el Piro'y, situado a 7 km de la ruta 3. También está el Parque ecológico Puerto Naranjahai, situado a 18 km de la ruta 3.
Anualmente se lleva a cabo el festival del Manduvirá en la localidad de Itapirú

## Pesca
La pesca en este río es variada, pero así como todo los ríos de la zona, ha mermado ostensiblemente en los últimos años debido a la depredación y la carencia de una política de subsistencia para las personas que viven de este rubro.

## Navegación
En situaciones de aguas medias es navegable por buques de pequeño porte. Como este es un río de llanura, con varios pasos de piedra difíciles, la navegación en época de bajante es difícil para barcos con más de un metro de calado.

## Fauna
Existen muchas variedades de especies, entre ellas se encuentran el dorado, la anguila, el surubí, el pacú, boga, pira sable y manta raya (Javevuy).
Existen también a sus alrededores kuatî, carpincho, yacaré, lobos, cangrejos, mbigua, el tucán y la curiyú.

## Flora
Algunas de las plantas silvestres y acuáticas son: el camalote, los llantenes, matagio, ingá, laureles, el timbó y muchas otras variedades más.